# Робеко д'Ольо
Робѐко д'О̀льо (на италиански: Robecco d'Oglio, на местен диалект: Rubech, Рубек) е село и община в Северна Италия, провинция Кремона, регион Ломбардия. Разположено е на 48 m надморска височина. Населението на общината е 2239 души (1 януари 2023).